# Jan Ziobro
Jan Ziobro, född den 24 juni 1991 i Rabka-Zdrój, Polen, är en polsk backhoppare och tävlar för skidklubben WKS Zakopane.

## Meriter

### Världsmästerskap
Ziobro har deltagit i ett världsmästerskap, Falun 2015. Där tog han en bronsmedalj i lagtävlingen i stor backe och placerade sig på en åttondeplats i den individuella tävlingen i normalbacke. 

### Olympiska spelen
Ziobro har deltagit i ett OS, Sotji 2014 där han placerade sig på en fjärdeplats i lagtävlingen i stor backe. Ziobro placerade sig på en 13:e plats i den individuella tävlingen i normalbacke och 15:e plats i stor backe.